# Al Sieber

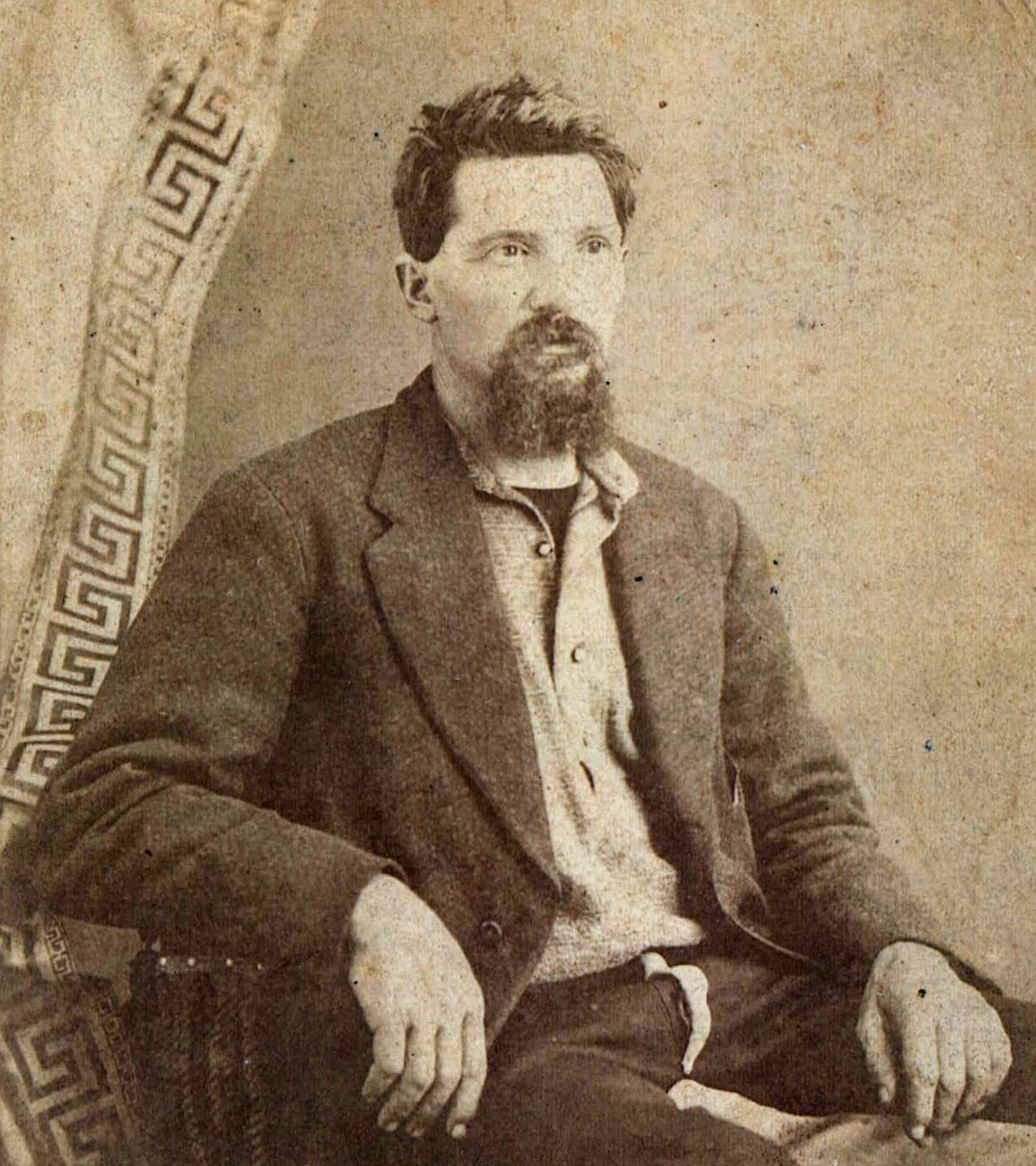
Albert Sieber en febrero de 1874 en Arizona. Fotografía de Flanders & Penelon, Artistas Fotográficos.

Al Sieber (Mingolsheim  en Kraichgau, Baden, Alemania; 27 de febrero de 1843 - en Apache Trail en el condado de Gila, Arizona, Estados Unidos; 19 de febrero de 1907), en realidad Albert Sieber, fue un emigrante alemán que sirvió como militar. Estuvo activo en la guerra civil estadounidense y como explorador e intérprete en el Ejército de los Estados Unidos.

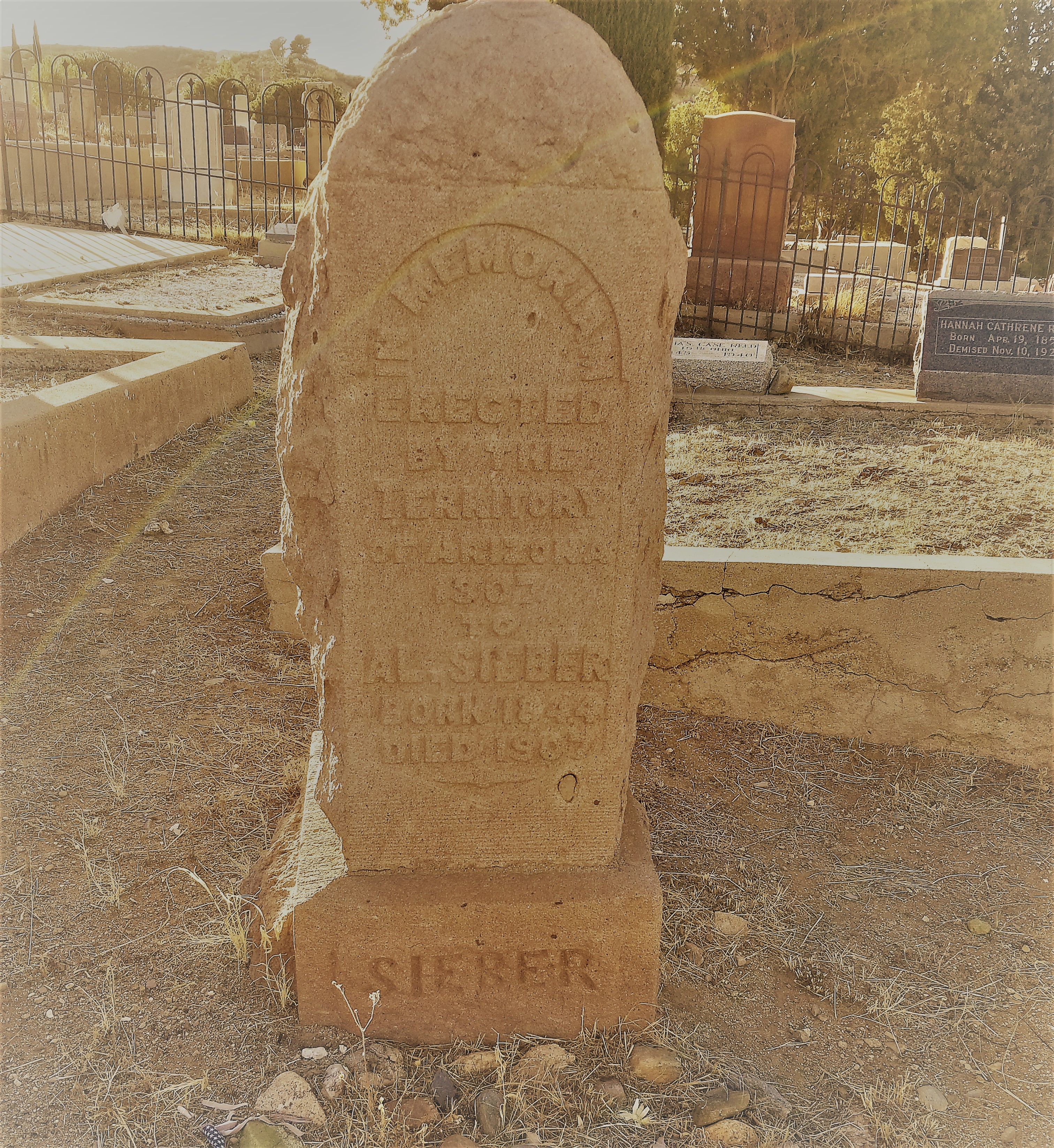
Lápida de Sieber en Globe (Arizona), 2018.

Entre otras cosas, se le asignó la tarea de capturar a los jefes apaches chiricahua Cochise y Gerónimo. Sirvió bajo el mando de los generales George Stoneman, George Crook, August Valentin Kautz, Orlando Bolivar Willcox, Benjamin Grierson y Nelson Appleton Miles.
Sieber fue considerado por los historiadores como una de las figuras más destacadas de la historia fronteriza de Arizona y como tal colocado junto a personalidades como John Clum, Mangas Coloradas y Tom Jeffords. Conoció a los líderes y personalidades más importantes de los apaches: Masai, Eskiminzin, Cochise y su hijo Naiche, Chiricahua- Loco, Gerónimo y Chato.

## Vida

### Familia
Al Sieber nació el 27 de febrero de 1843. Fue el 13.° de 14 hijos que tuvieron sus padres. Como tal fue bautizado el 1 de marzo de 1843 en la iglesia de St. Lambertus en Mingolsheim. Su padre Johannes, molinero de profesión, murió a la edad de 46 años el 16 de septiembre de 1845 en Mingolsheim. Su madre Eva Katharina, de soltera Fischer, (nacida el 10 de febrero de 1802) procedía de Rauenberg. Murió en Mineápolis a finales de septiembre de 1889. Seis de sus hijos murieron en la infancia.

### Emigración

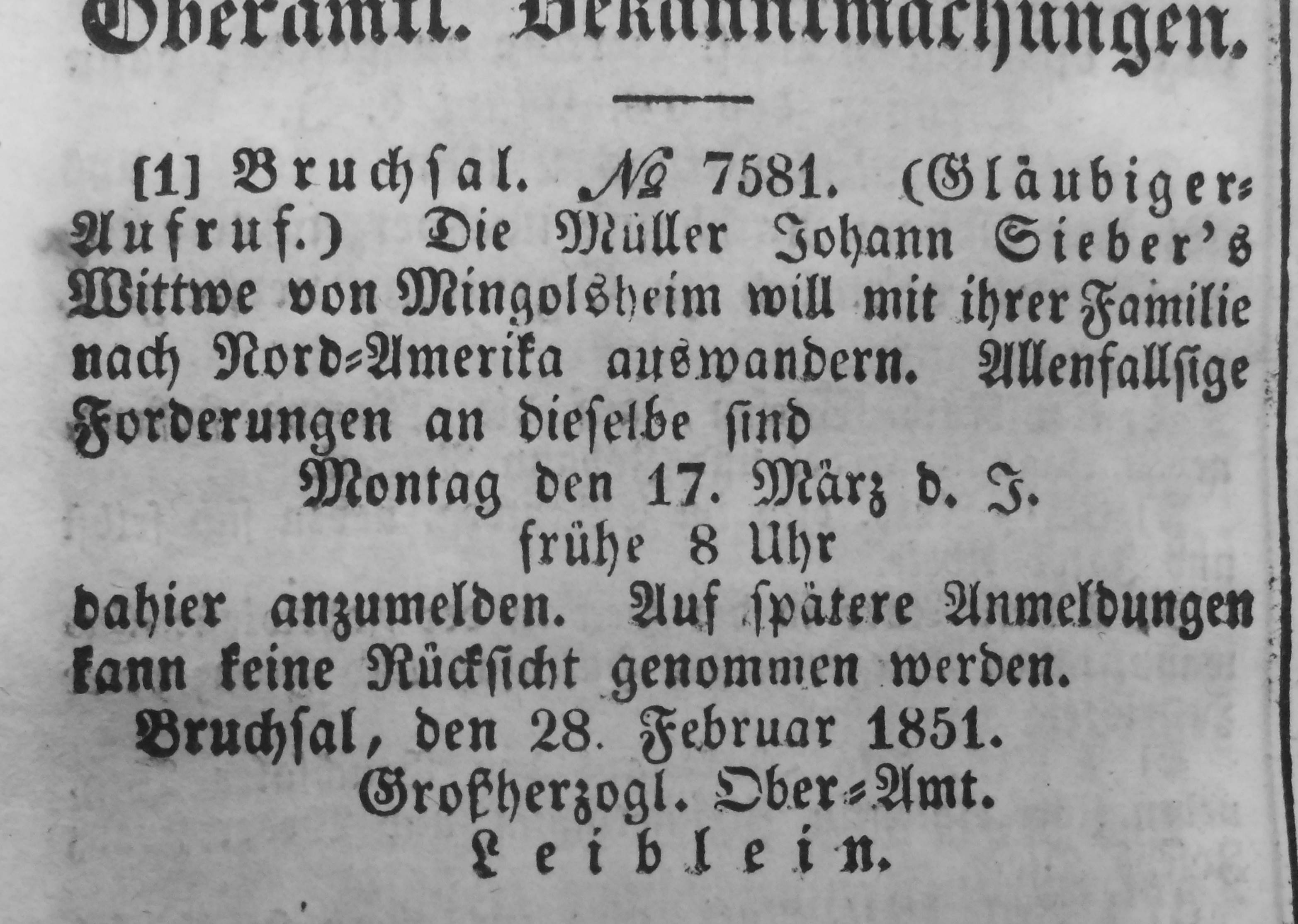
Recurso de los acreedores del Oberamt Bruchsal debido a la emigración

Johannes (1823-1909), el hermano mayor de Al Sieber, participó en la Revolución de Baden. En su huida llegó a Le Havre. Desde allí informó a su madre de que había encontrado una manera de emigrar a América del Norte. La viuda se quedó sin ingresos seguros debido a la pérdida de su marido y la ausencia de su hijo mayor. Por ello, para reunir el dinero necesario para ese viaje, ella vendió sus restantes pertenencias que tenía a familiares y vecinos. En la primavera de 1851, ella y sus siete hijos restantes partieron hacia Le Havre, desde donde toda la familia emigró a América del Norte. El 29 de mayo de 1851, el velero Duchesse D'Orleans atracó en Nueva York.

### Infancia
Sieber creció en Lancaster, Pensilvania, en la zona de asentamiento alemán de Pensilvania cerca del río Conestoga, la misma zona en la que se construyeron los famosos vagones cubiertos Conestoga que trajeron a innumerables colonos al Oeste. La hermana de Albert Sieber, Theresia, se casó con el inmigrante suizo Henry Oswald en Mineápolis alrededor de 1856. Luego, toda la familia se mudó a Mineápolis, Minnesota.

### Tiempo de guerra

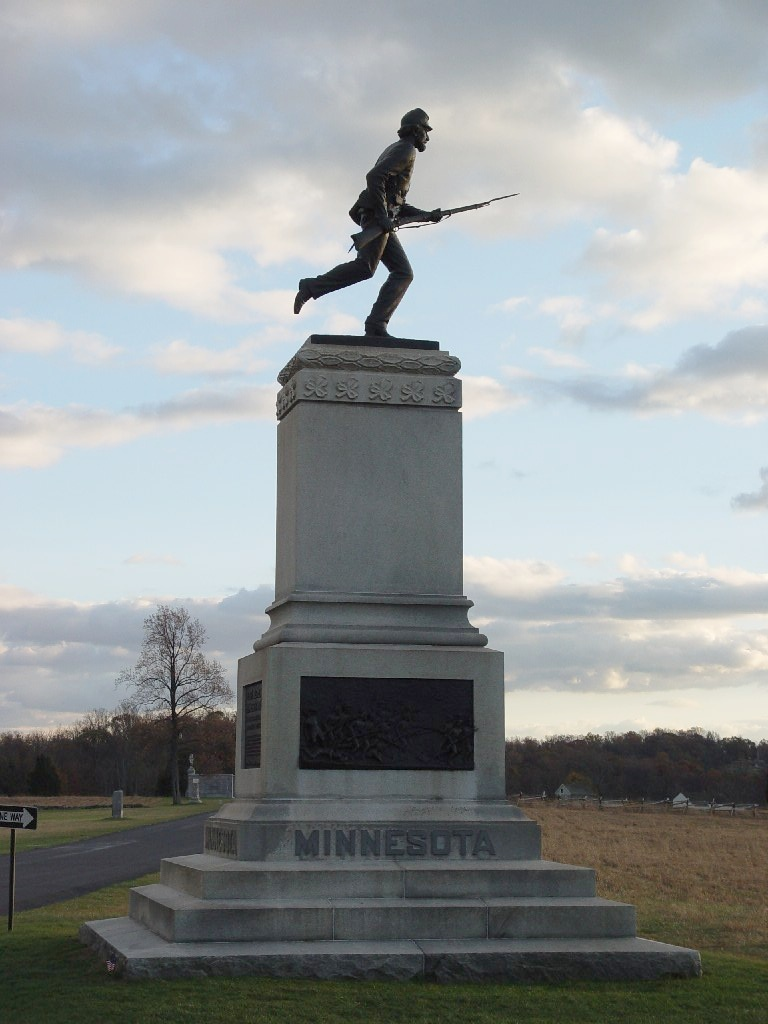
Monumento conmemorativo en Gettysburg por el 1er. Regimiento de Minnesota

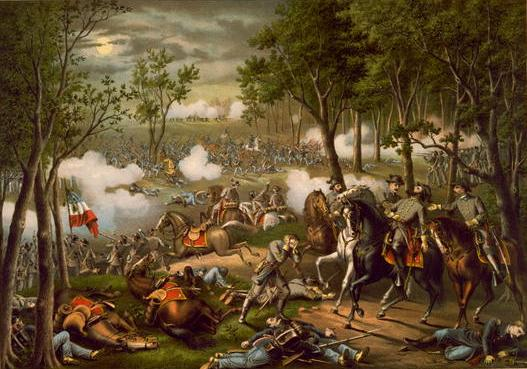
Batalla de Chancellorsville

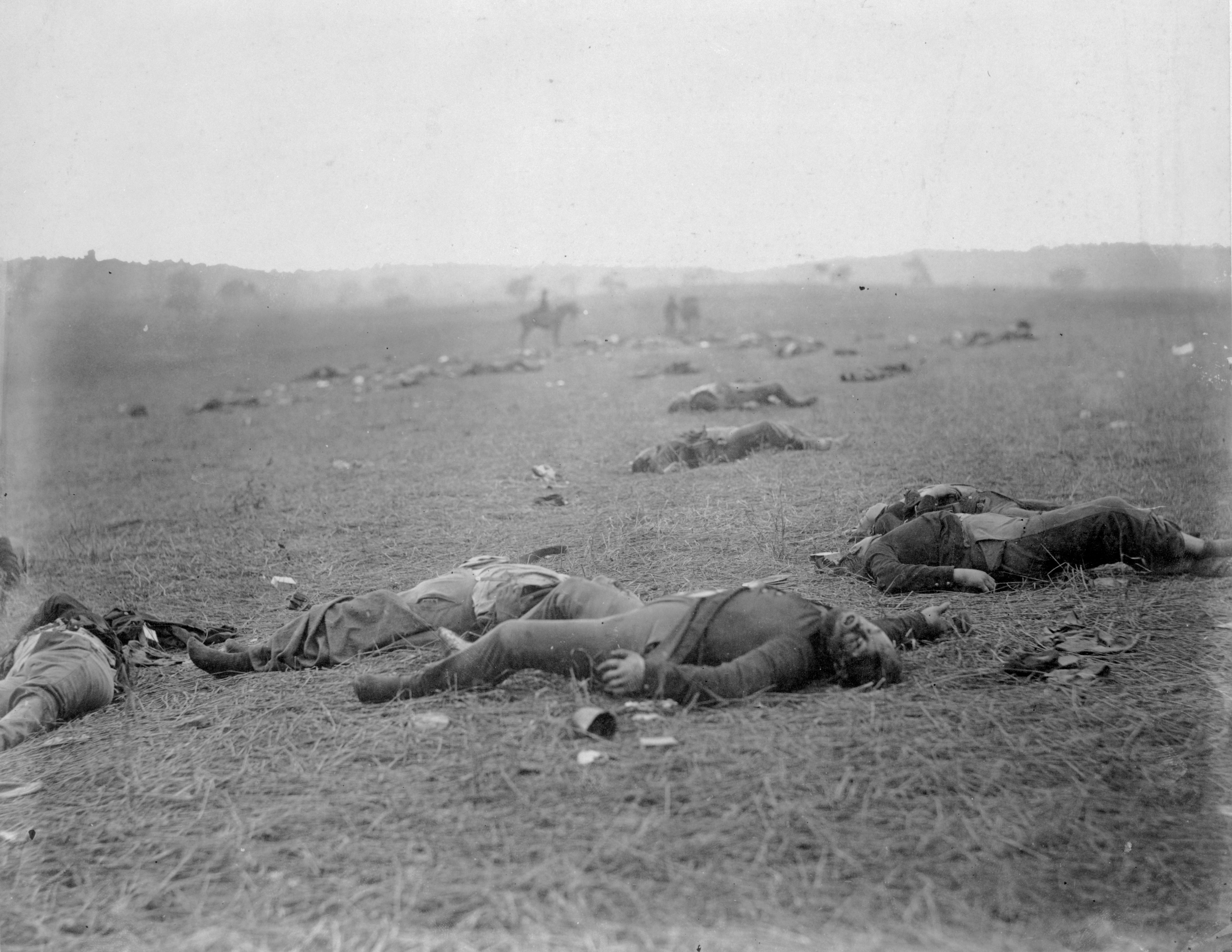
"La cosecha de la muerte". Gettysburg, julio de 1863. El fotógrafo de guerra Timothy H. O'Sullivan

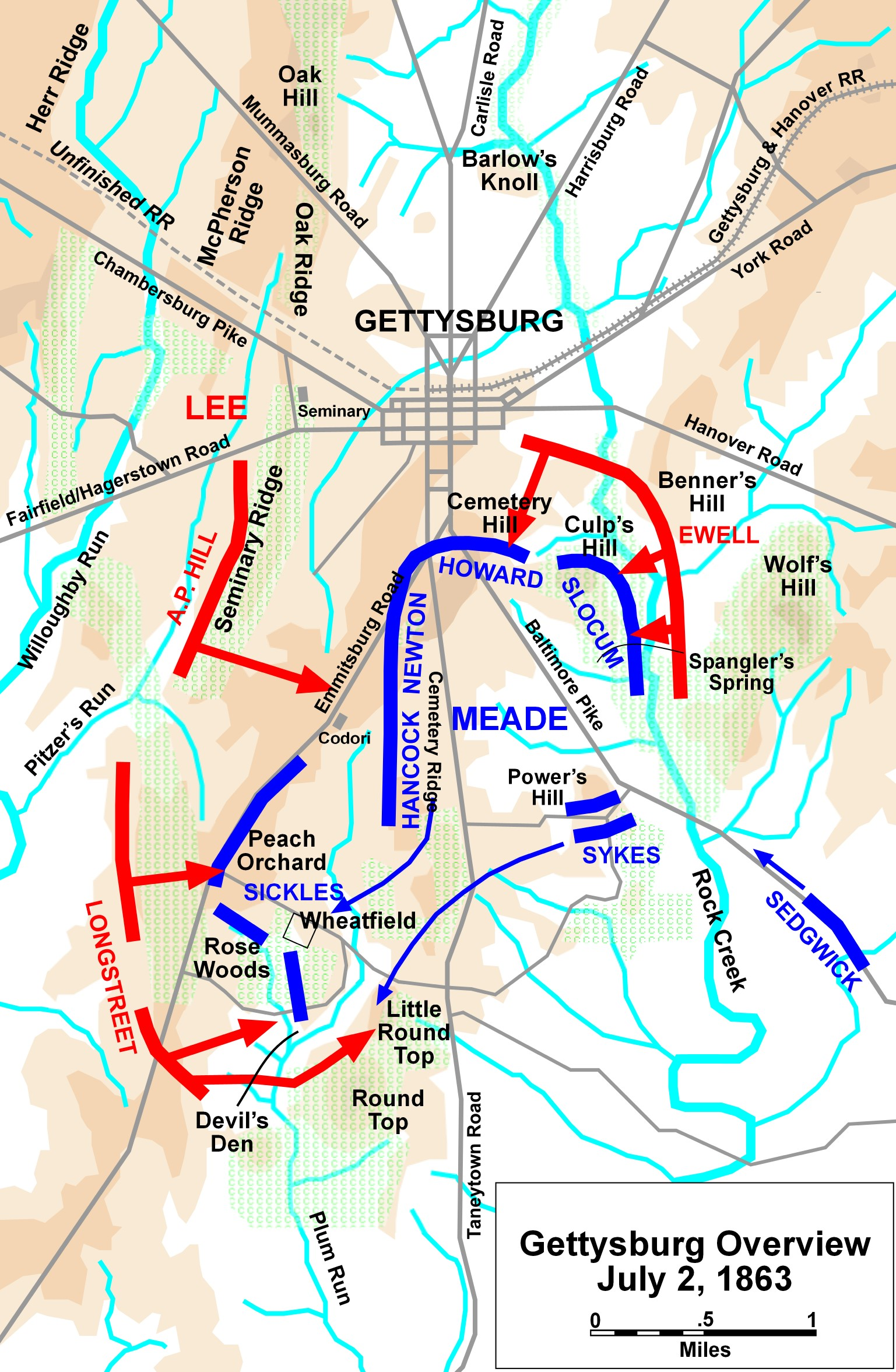
Gettysburg, el 2 de julio de 1863

Durante la guerra civil estadounidense, el 4 de marzo de 1862 a la edad de diecinueve años, Albert Sieber se alistó al lado de la Unión como francotirador durante tres años. Fue asignado al "Primer Regimiento de Minesota", que estaba formado por más del 60 por ciento de personas de ascendencia alemana. Pertenecía allí a la “Compañía de Infantería B”. Su firma puede verse como "Albert Sebers" en la correspondiente declaración de compromiso. Sieber luchó al lado de la Unión y participó como tal en cuatro batallas de esa guerra.
Tuvo su primera misión de combate el 17 de septiembre de 1862 en la batalla de Antietam. El 13 de diciembre de 1862, Sieber también luchó en la sangrienta batalla de Fredericksburg. Cinco meses después él participó en la batalla de Chancellorsville (1 al 4 de mayo de 1863). Su última misión de combate en la guerra civil tuvo lugar en la batalla de Gettysburg (1 al 3 de julio de 1863).
En las horas de la tarde del 2 de julio de 1863, el segundo día de la batalla de Gettysburg, su regimiento fue utilizado para la defensa del " Cementery Ridge ", por lo que quedó abandonado a su suerte durante la lucha. El contraataque llevado a cabo por estos 262 hombres al mando del general Winfield Scott Hancock contra una fuerza que era más de cinco veces superior a la suya exigió un número de muertos altísimo: 75 de los 262 hombres del regimiento cayeron y otros 174 resultaron heridos. Sólo unos pocos quedaron ilesos. Esto significó que la tasa de bajas superó el 28 por ciento de la fuerza inicial, lo que significaba el porcentaje de pérdida más alto jamás sufrido por un regimiento del ejército estadounidense. Albert Sieber sufrió una herida abierta en el cráneo en el lado derecho debido a una metralla y una bala le desgarró además la parte inferior de la pierna derecha desde el tobillo hasta la rodilla. A pesar de la gravedad de sus heridas, Sieber sobrevivió y finalmente el 30 de agosto de 1863 fue trasladado al Hospital del Ejército de Fairfax cerca de Alexandria, Virginia, para recuperarse; la convalecencia duró seis meses. Sin embargo, una vez que recuperó sus fuerzas, él no regresó a la fuerza de combate. En vez de ello Sieber sirvió como guardia en el 1er Regimiento de Veteranos de Reserva en un campo de prisioneros de guerra cerca de Elmira, Nueva York y se quedó allí hasta la rendición del Ejército de Virginia del Norte en Appomattox. El 19 de diciembre de 1864 se le concedió el grado de cabo. Después de que terminase la guerra, Sieber fue dado de baja con honores de la Compañía B, Primera Infantería de Minesota el 15 de julio de 1865 con una bonificación de 300 dólares.

### Errante
Después de la guerra, alrededor de 1866, Sieber, siguiendo inconscientemente los pasos de Mark Twain, se trasladó a las minas de plata en un campamento de plata cerca de Virginia City, Nevada, y luego a los campos de oro de California. Como tampoco tuvo éxito en esos empeños y unos bandoleros le robaron además sus últimos 50 centavos, él se unió en 1868 a algunos hombresque conducían caballos a Prescott (Arizona). En Prescott conoció al famoso John Hance, quien pasó 40 años recorriendo el Gran Cañón de principio a fin, abriendo nuevos caminos por el camino.Entre estos camaradas se desarrolló una amistad de por vida.
De 1868 a 1871 Sieber encontró empleo como capataz en el  rancho de Curtis Coe Bean en Williamson Valley en el condado de Yavapai, Arizona. Allí sólo había unos pocos colonos dispersos, pero sufrían constantes ataques de los apaches. Sólo podían esperar poca protección de los soldados y por ello tuvieron que recurrir a la autoayuda. Sieber pronto se ganó reputación entre los blancos por organizar la defensa contra los apaches. Como líder de los colonos, él dio una fuerte paliza a los indios, mató a varios de ellos, ahuyentó al resto y salvó las pertenencias de los colonos y su ganado.

### Explorar

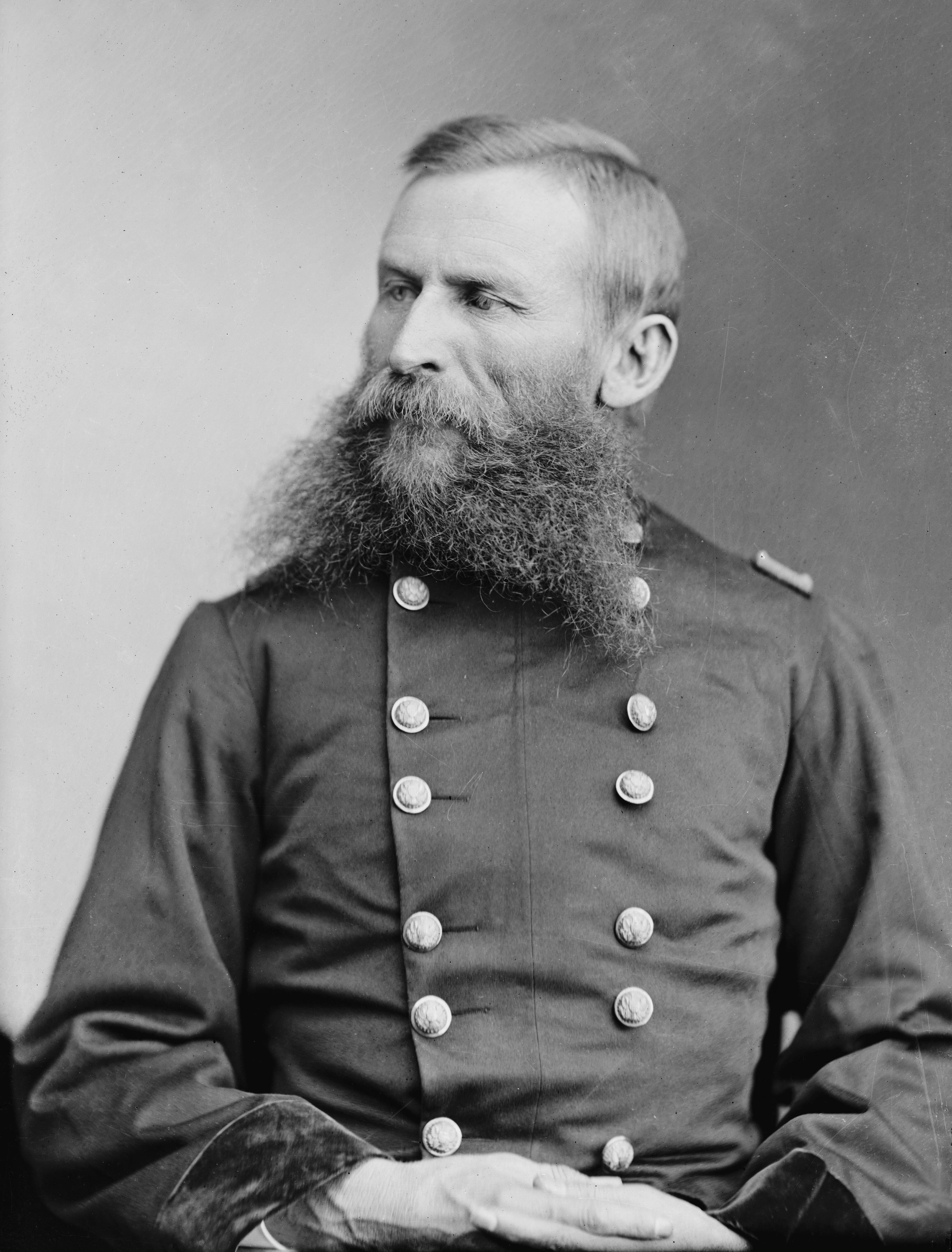
General George Crook

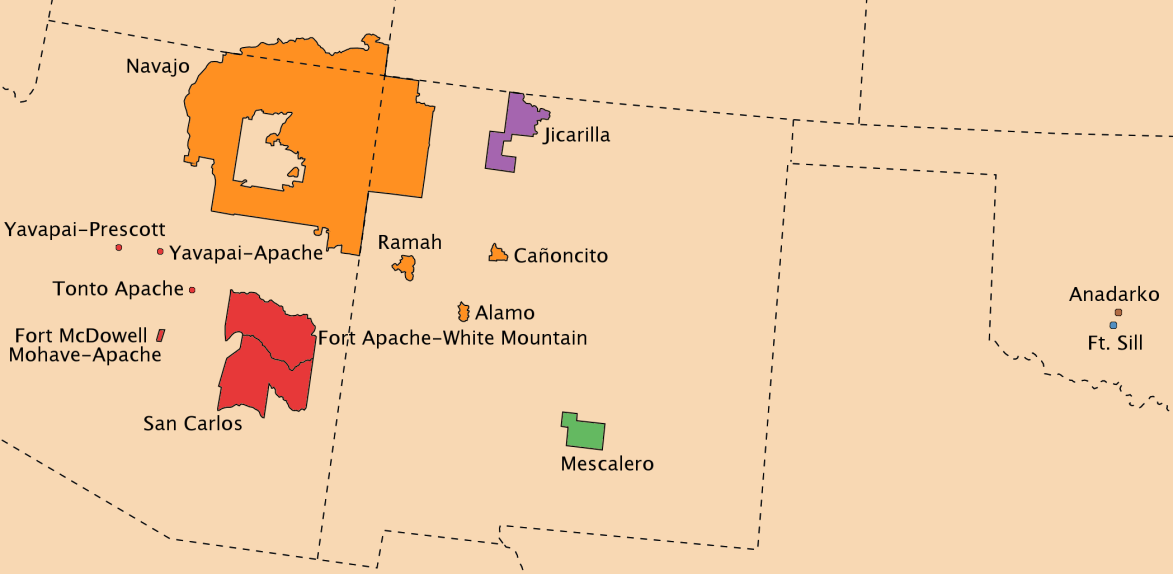
El área apache alrededor de San Carlos

En julio de 1871 Sieber fue contratado por el general George Stoneman como explorador del ejército y jefe de exploradores, ocupando el lugar de Archie McIntosh. En ese momento, Sieber era el único explorador que a partir de ese momento estuvo continuamente en la nómina del gobierno. Además de Sieber, otros exploradores conocidos como Tom Horn, Mickey Free y Joe Felmer estaban bajo el mando del sucesor de Stoneman, el general George Crook. Hasta el 1 de diciembre de 1890, Al Sieber se desempeñó como jefe de exploración en Arizona en un momento en que la posición era una de las más peligrosas de los estados. El propio Sieber resultó herido 29 veces por cuchillos, balas o flechas durante los combates. Era conocido entre los apaches como "el rostro pálido que no conocía el miedo". Crook tuvo la idea de reclutar a apaches como exploradores adicionales y utilizarlos para luchar contra otros apaches.En el período siguiente, Sieber fue jefe de exploradores y como tal responsable de 86 exploradores apaches hualapai. Trabajó como explorador, intérprete,guía, rastreador y negociador entre las distintas tribus indias y los militares. Durante semanas él fue el único hombre blanco entre 30 a 100 exploradores indios que patrullaban en territorio apache estando además en constantes batallas con indios hostiles. También era un agudo observador y pronto se convirtió en un conocedor del carácter indio. Sieber se convirtió así en una figura legendaria y en uno de los exploradores más famosos en la historia fronteriza del territorio de Arizona. El escritor Dan L. Thrapp describió a Al Sieber como una figura clave en la lucha contra los apaches. Sieber participó en más batallas contra los apaches que Daniel Boone, Jim Bridger y Kit Carson juntos y se dice que mató a 153 de ellos. Cuando Crook empezó el 6 de abril de 1873 con el reasentamiento de los Kwevkepaya y Wipukepa Yavapai (en ese momento conocidos principalmente como Apache Mohave, Yavapai Apache o Tonto Apache) y sus aliados y relacionados, los tontoapaches, (entonces también llamados Yavapai-Apaches) bajo el liderazgo del Jefe Eschetlepan (también Chalipun)y 2.300 indios a Camp Verde,Sieber se quedó allí para ayudar con su administración en la extensa zona.

### Día del éxodo de los apaches Yavapai
En febrero de 1875, Sieber recibió el encargo de ayudar a reubicar a 1.500 indios apaches Yavapai y Tonto desde Camp Verde a San Carlos (Arizona),ya que el campo de transición Verde estaba cerrado debido a la política de concentración. Esta fue una empresa extremadamente peligrosa que unió a los apaches Hualapai, Yavapai y Tonto.Sieber dirigió como principal dirigente a los Tonto Apaches. Esta reubicación fue una de las más trágicas en la historia de Arizona. Empezó el 27 de febrero de 1875 y se llevó a cabo bajo el brutal mando del comisionado Levi Edwin Dudley. En lugar de tomar el camino de carretas más largo pero más seguro, los indios se vieron obligados a tomar ríos más cortos pero inundados, a través de pasos de montaña y a través de estrechos cañones, a una distancia de más de 300 km hasta el destino, la Reserva San Carlos. En el camino nacieron unos 25 niños. Además, el reasentamiento se produjo durante el invierno y muchos indios murieron, sobre todo ancianos, mujeres y niños, a causa de la nieve y el frío. Otra tragedia ocurrió cerca de las montañas de Mazatzal. Los Hualapais y Yavapais siempre se habían mantenido separados de los Tonto Apaches. Cuando las tribus enemigas inevitablemente se volvieron a encontrar, las tensiones estallaron repentinamente después de diez días. Cuando alguien gritó: “¡Maten a los Tontos!”, se desató un tiroteo salvaje. Sieber y la caballería se precipitaron entre los dos bandos enemigos, deteniendo los disparos y evitando así una mayor masacre. Además de numerosos heridos, los indios también sufrieron al menos cinco muertes. De los 1.426 indios Verdes, 1.361 finalmente llegaron a su destino tras un censo.Hoy en día, este evento todavía se conmemora cada año con el Día del Éxodo Yavapai-Apache. La historia completa de esta reubicación innecesaria e inhumana nunca se conocerá, porque las notas del Dr. Corbusiers fueron destruidas en el incendio de San Francisco de 1906.
En el verano de 1875, otros ochocientos apaches fueron obligados a trasladarse desde Fort Apache a la Reserva India de San Carlos.
En 1875, Al Sieber logró localizar una veta de cobre durante sus viajes de exploración en el Valle Verde y registró el reclamo para sí mismo en 1876. Más tarde, la mina se hizo famosa como la "Mina Little Daisy". Estaba ubicada en las montañas Mingus en Cleopatra Hill, cerca de lo que más tarde se convirtió en Jerome (Arizona). En 1883, él y otros dos vendieron el reclamo por una suma total de 15.500 dólares. En 1875, Sieber se enteró de otra mina en Payson (Arizona) y la exploró junto con D. C. Morland y William St. John.
En el invierno de 1877, el tesoro estatal estaba vacío y no había fondos disponibles para pagar a los exploradores. Sieber y Tom Horn recibieron por ello unas vacaciones sin pago. Ambos exploraron los alrededores y encontraron a su conocido amigo y ex explorador Ed Schieffelin en el condado de Cochise. El socio de Schieffelin, Lenox había sido asesinado por los apaches. Lenox y Schieffelin habían encontrado plata en un pozo. Ahora estaba en camino con un refuerzo de 60 hombres de California listos para el combate para defender y explotar su mina. Sieber y Horn también pudieron localizar otra mina cerca de la posterior Tombstone, cuyo reclamo ambos registraron.También ganaban además algo de dinero cazando ciervos. En la primavera de 1878, el recién instalado general Willcox ordenó a ambos a que regresaran a Fort Wipple. Anteriormente pudieron vender su concesión minera a Charley Leach por 2.800 dólares,lo que supuso para ellos un trato lucrativo después de ocho meses.

#### “Reclamaciones de Al Sieber” conocidas
- Tenía 1/5 parte de las participaciones en: Hal and Al, Dan and Mack, Monroe Doctrine, Arbitration, Lost Coon, Fraction, Wedge, Sure Thing y Iron Cop, todas las cuales estaban ubicadas en el condado de Gila. Por todas estas reclamaciones él recibió un total de 1.000 dólares.
- Tenía media participación en los tres reclamos de Salt River: Sulfuro N° 1, N° 2 y N° 3. Aunque no produjeron nada, esos reclamos fueron valorados en 500 dólares cada uno.
- En la cuenca Del Shay había las reclamaciones de oro Last Chance y Blackbird.[24]
- Hubo un reclamo de cobre en Pinto Creek que generó varios cientos de dólares.[25]
- Él negoció más reclamaciones (más de 72) en Pinto Creek hasta 1898.[26][27]

### Batalla de Big Dry Wash

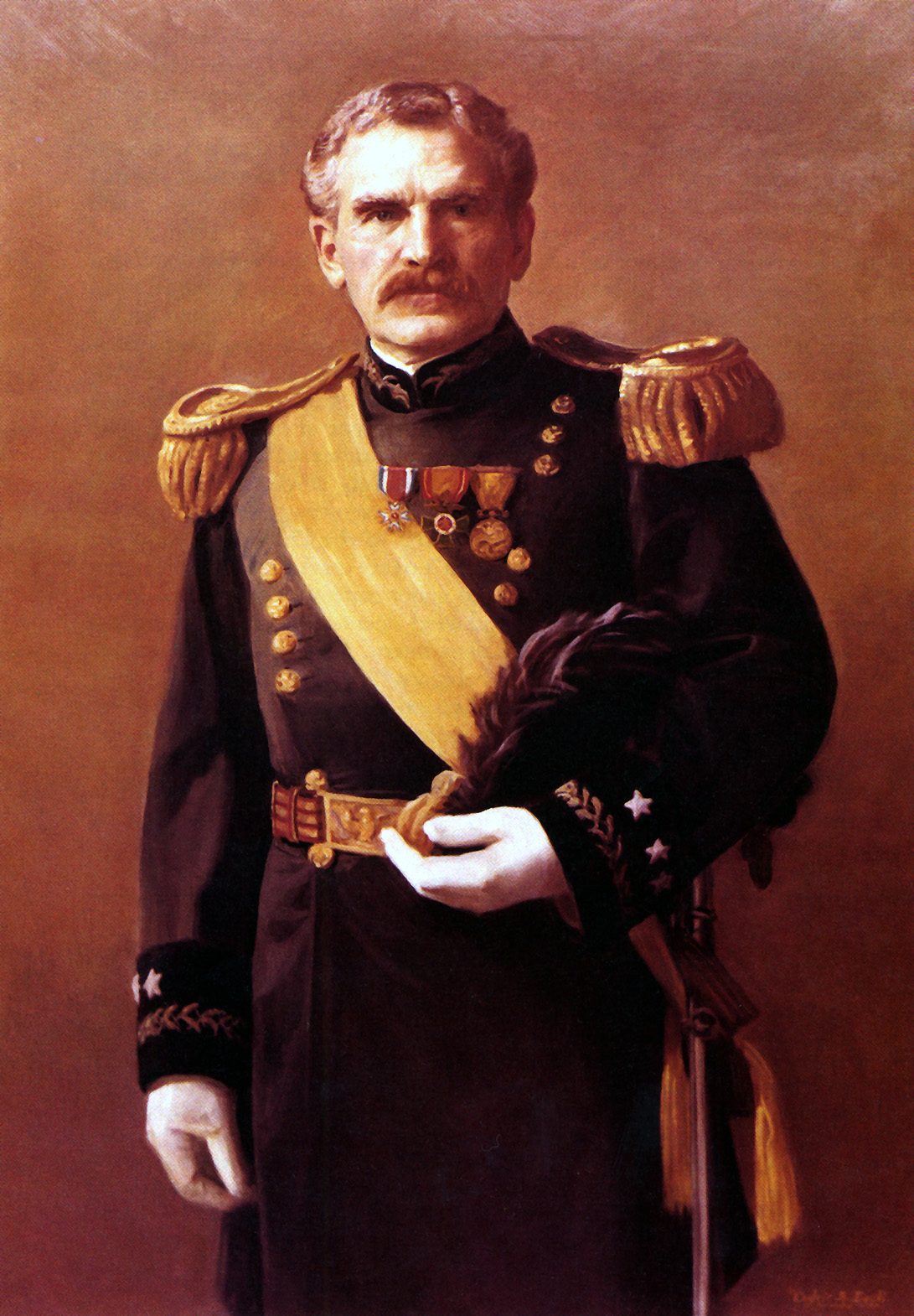
General Adna R. Chaffee

Posición del área de batalla: 34°27′15.1″N 111°15′2.5″O / 34.454194, -111.250694
El 7 de julio de 1882, los apaches de San Carlos habían abandonado su reserva y estaban en pie de guerra.

El granjero John Meadow fue asesinado el 17 de julio de 1882 en su rancho cerca de Diamond Valley por estos apaches fugitivos. Adicionalmente, el 17 de julio de 1882, el capitán explorador JL Colvig (“Cibicue Charlie”) y otros tres hombres fueron asesinados por aproximadamente sesenta apaches Montañas Blancas en la Reserva de San Carlos. Los asesinos escaparon después del ataque y huyeron a las montañas, quemando y asesinando por el camino. Cinco compañías de la 3.ª y 6.ª de la caballería  dirigidas por el capitán Adna Chaffeelos persiguió. Sieber y sus exploradores los acompañaron. El agotador camino llevaba a través de la cuenca del Tonto y las montañas Mogollón. Los refugiados fueron advertidos mediante señales de humo de que los soldados se acercaban. Sobre un afluente del East Clear Creek, al borde de un cañón de 1.000 pies de profundidad, los apaches recogieron rocas para arrojarlas sobre los soldados cuando cabalgasen debajo de ellas. Sieber descubrió la trampa durante su exploración. La caballería, que fue inmediatamente advertida, pudo entonces rodear a los apaches. En la batalla que siguió, que tuvo lugar a 60 kilómetros al sureste de la ciudad de Sedona, dieciséis apaches y su líder Na-ti-o-tish se vieron obligados a abandonar su escondite rocoso mediante disparos. El resto escapó en la oscuridad. El segundo teniente George H. Morgan  fue alcanzado por una bala en el corazón durante esta batalla. Lo sobrevivió, pero no se le pudo extraer la bala. Se le concedió la Medalla de Honor por su valentía. La “batalla de Big Dry Wash” fue la última batalla de los apaches contra los soldados en el área de Arizona y marca el final de las Guerras Apache.

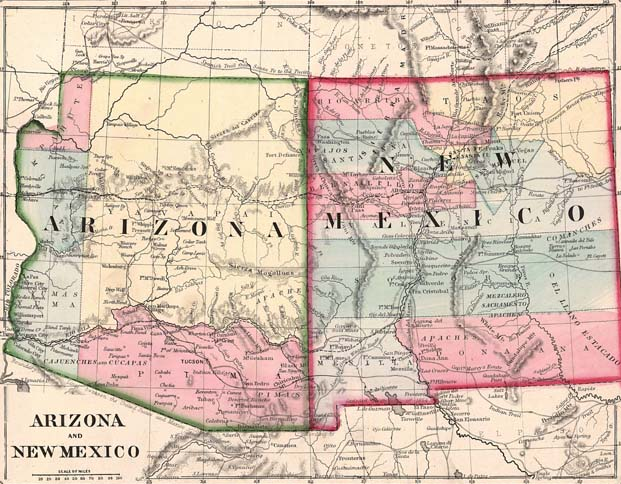
El territorio de Arizona (1867) con el adyacente Territorio de Nuevo México

A principios de septiembre de 1882 los apaches y sus bandas se encontraban en la Sierra Madre Occidental. Un apache llamado "Tso-ay" dejó la banda de Chato y traicionó el campamento de sus compañeros de tribu a Crook. Con todos los soldados disponibles y liderados por Sieber y sus exploradores, Crook abandonó Fort Willcox el 1 de mayo de 1883 y persiguió a los apaches con tanta insistencia que se rindieron a finales de mes. Crook trató a los líderes con humanidad, creando dos años de paz en el país apache. Aunque Loco enterró el hacha para siempre, la dirección del ejército no impidió que fuera enviado al exilio a Florida en 1886. Sin embargo, los ataques militares de los apaches aún no habían terminado. Otros 73 soldados y colonos fueron asesinados por los apaches. Crook envió su caballería al mando del capitán Emmet Crawford con 92 exploradores indios liderados por Sieber.
El 11 de junio de 1883 se le encomendó a Al Sieber la tarea de capturar a Gerónimo después de años de intentos fallidos, en las que se utilizaron cientos  de soldados. Los exploradores llegaron al campamento de Gerónimo, pero el atrevido jefe pudo escapar. Durante otros seis meses Gerónimo evadió repetidamente a las tropas muy superiores en número. Crook entonces  fue reemplazado por el general Nelson Appleton Miles el 2 de abril de 1886. El antiguo compañero de Sieber, Tom Horn  asumió entonces el puesto de jefe de exploración. 
Sólo el primer teniente Charles B. Gatewood   y algunos exploradores apaches lograron persuadir a Gerónimo para que se rindiera. Gerónimo y los 36 guerreros restantes finalmente se rindieron el 4 de septiembre de 1886, después de que se ofreciera una recompensa de 2.000 dólares por su cabeza. Gerónimo también fue llevado a la reserva de Florida junto con los exploradores apaches.
George Crook describió a Al Sieber de la siguiente manera en 1884:

Tiene seis pies [unos 1,83 metros] de altura, pesa 190 libras [unos 86 kg] und parece estar compuesto solo por huesos y músculos. Ojos y pelos son oscuros, su apariencia no es extraordinaria. Puede avanzar con sus exploradores 60 millas al día. Además no hay igual como él en utilizar un rifle. Su falta de miedo es famosa.
George Crook, 1884

### La herida
El Apache Kid, un antiguo explorador de Sieber que había ascendido al rango de sargento en 1882, había crecido entre blancos y era hijo del jefe apache Toga-De-Chuz, que fue asesinado por los indios en la Reserva de San Carlos en 1887. Apache Kid, como se llamó más tarde a Ski-Be-Nan-Ted, que entonces tenía unos 27 años, quería perseguir a los asesinos, pero no recibió el permiso de abandonar la reserva. Entonces se escapó en secreto y mató a los asesinos de su padre. Cuando regresó, Sieber recibió el encargo de arrestarlo y llevarlo a juicio. De mala gana, el viejo explorador Sieber obedeció la orden y le explicó al joven el motivo de su visita. Lo que entonces ocurrió el 1 de junio de 1887 no ha sido esclarecido con completa certeza. No se descubrió hasta 1889 que el compañero de Apache Kid, Apache "Curly", abrió fuego contra Sieber, lo derribó y luego todos huyeron a las montañas.
Sieber sobrevivió, pero tuvo que permanecer quieto y acostado en su apartamento durante cinco meses bajo el abrasador calor del verano de Arizona para curar su herida. La bala le había destrozado cinco centímetros de la pierna izquierda. Aunque se pudo salvar de la amputación, su pierna quedó lisiada. A pesar de su movilidad limitada, por lo que más tarde fue llamado - aunque con aprecio - "el león cojo ", (The Lame Lion) Sieber volvió a perseguirlo, pero no pudo encontrar rastro de Apache Kid.
El despido de Sieber del servicio scout, después de "20 años de leal e insuperable servicio", que ocurrió el 5 de diciembre de 1890  estuvo precedido por una disputa de cuatro años con el agente "John Bullis", que ya comenzó antes del intento de arresto de Apache Kid. Sieber abogó por un trato más justo para los apaches en San Carlos, quienes fueron estafados y maltratados por el corrupto agente indio .

### Los últimos años

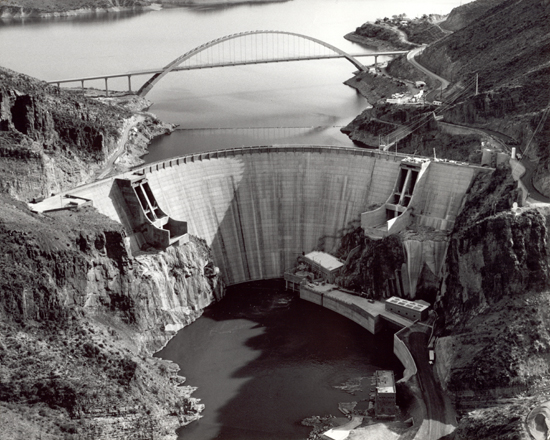
Presa Roosevelt

Cuando comenzó la construcción de la presa Roosevelt en 1905, Sieber, que padecía entonces reumatismo, asumió el liderazgo de los apaches, que llevaron a cabo las obras de la carretera Tonto Road, de unas 76 millas (unos 120 km) al noreste de Phoenix (Arizona).
El 2 de febrero de 1906 Albert Sieber se dejó examinar por el Dr. R. F. Palmer para poder recibir así una pensión. Este protocolo nos ha llegado y describe a Sieber de la siguiente manera:

Cuando comenzó la construcción de la presa Roosevelt en 1905, Sieber se hizo cargo de los apaches que realizaban las obras de la carretera. En 1907, durante la construcción, un pico rocoso fue derribado, dejando una gran roca; éste se balanceaba precariamente sobre una piedra más pequeña. Sieber no tuvo miedo de disparar contra los indios durante las guerras apaches, pero reconoció el peligro allí y contuvo a los apaches para derribar él mismo la piedra de apoyo. Debido a su pierna coja, no pudo saltar hacia atrás lo suficientemente rápido y murió al caer la roca. Esto sucedió el 19 de febrero de 1907. Fue enterrado con honores militares en el Globo. Cuando se anunció su muerte en Phoenix, la legislatura pospuso su sesión hasta el día siguiente para honrar su memoria. La autoridad territorial le erigió un monumento en el cementerio de Globe; le colocaron un segundo en el lugar donde había muerto – Los apaches dieron la inspiración para esto y ayudaron con el despliegue. La montaña sobre la que se encuentra este monumento se llama “Sieber”. El Hombre de Hierro se quedó con los apachesinolvidado.

### La búsqueda final de pistas
Muchos eventos en su casa del Globe giraban en torno al famoso viejo boy scout Al Sieber. Incluso en el último año de su vida, Sieber se vio envuelto en un acontecimiento dramático. 
El 31 de enero de 1907, Laura Morris  y su hija Arminta Ann, de cuatro años y medio, fueron brutalmente asesinadas con un cuchillo cerca de la presa Roosevelt, que estaba en construcción. El guardabosques de Arizona, Jim Holmes, le pidió ayuda a Al Sieber, como mariscal adjunto de los EE. UU., para resolver el caso. Sieber llevó consigo a dos exploradores apaches  como apoyo. Como había llovido antes, los exploradores pudieron seguir los pasos del asesino. Llegaron a un charco en el que el asesino se había lavado las manos. A través de su experiencia de exploración, pudieron leer en las huellas que el asesino debió haber arrojado algo desde ese punto. Lanzaron algunas piedras en la dirección sospechosa. Al comprobar dónde habían caído las piedras, encontraron el arma homicida. Conocían el cuchillo y sabían que pertenecía a William Baldwin.  De esta forma, el asesinato de Sieber quedó rápidamente resuelto.

## Muerte
Ocho días antes de cumplir 64 años El día de su cumpleaños, Al Sieber todavía estaba ocupado con la construcción de Tonto Road. El 19 de febrero de 1907 (martes) murió mientras retiraba una gran roca que rodó y aplastó todo lo que había debajo. Nota del doctor Frank Pennell, Roosevelt, AZ, 19 de febrero de 1907, en la investigación: “Por la presente confirmo que la causa de la muerte de Al Sieber se debió a las lesiones sufridas por una roca rodante. Las lesiones fueron las siguientes: en el lado derecho el tórax estaba completamente aplastado, la pierna derecha completamente aplastada debajo de la rodilla, ambos huesos del antebrazo derecho estaban rotos." firmado FC Pennell MD 
Los detalles exactos de su muerte no están claros. Existen las siguientes cuatro versiones:

### Diferentes representaciones
En el sitio web de la Fundación Karl May  se describe su muerte de la siguiente manera:

El 19 de febrero de 1907, durante todo el día los apaches minaron un monolito redondo que pesaba entre cinco y seis toneladas. Palearon el camino para hacerlo rodar pendiente abajo. Por la tarde los trabajos aún no estaban terminados y debían posponerse hasta el día siguiente. Sieber odiaba no terminar un trabajo. Entonces deberías intentar nuevamente hacer rodar la piedra pendiente abajo. Pero la roca no cedió. El viejo explorador gritó: "Espera un momento, quiero ver cuál es el problema". Sieber descendió lentamente y dolorosamente por la pendiente, se ayudó con un garrote y se deslizó bajo el gran monolito, fuera de la vista de los trabajadores. De repente la roca se movió, cayendo pendiente abajo y nivelando todo a su paso.Treinta indios se quedaron paralizados por el shock. Corrieron montaña abajo y encontraron el cuerpo aplastado del anciano. Pero ya era demasiado tarde, Al murió en silencio. Murió como vivió, sin miedo, sin llanto, sin llanto y sin queja. Al Sieber, inmigrante, soldado, agente de la ley, explorador, luchador indio: un hombre completó su aventura final.

El escritor Dan L. Thrapp describe esto en su libro Al Sieber Chief of Scouts, en la página 400sig. en la siguiente versión:

Al Sieber  fue matado … Fue un accidente? Muchos de los antiguos guerreros niegan con la cabeza. Tenía muchos enemigos entre los apaches.

Armin M. Brandt describe el mismo día en su libro No solo héroes – No solo villanos en la página 128sig. de la siguiente manera:

Al Sieber  fue matado … Fue un accidente? Muchos de los antiguos guerreros niegan con la cabeza. Tenía muchos enemigos entre los apaches.

Otros registros proporcionan la última información sobre su muerte. W.H. Napier escribió el 1 de agosto de 1956 a su camaradas del 14.° Caballería de Arizona Marvin C. Hepler:
Adam Marty, compañero desde sus días en la Compañía B, tomó la siguiente nota en su cuaderno el día de su muerte:

El jefe de los scouts bajo Crook en Arizona fue matado por (Apache-)Kid.

Quizás ambos sabían algo más específico sobre la muerte de Al Sieber que hoy ya no se puede determinar.
El funeral de Sieber se celebró con honores militares el viernes 22 de febrero de 1907 en el cementerio Globe,en el condado de Gila.
La lápida fue creada por la autoridad territorial por el presidente del Consejo Territorial de Arizona y más tarde Gobernador de Arizona George W. P. Hunt  como recuerdo y todavía hoy se puede visitar en Arizona.Sieber está enterrado entre otros hombres conocidos, como Phin Clanton, el sheriff Henry Thompsen, Edward P. Shanley y Frank A. Nash.

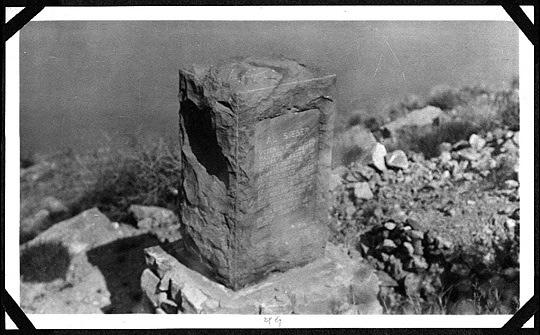
Antigua piedra conmemorativa de Sieber al costado de la carretera cerca del lago Roosevelt

Se hizo una segunda piedra conmemorativa a partir de la roca que lo mató y se erigió en el lugar de la muerte de Sieber. Esto fue en la ruta 188 de Tonto Road, en el antiguo Apache Trail en el condado de Gila, Arizona. Los apaches proporcionaron la inspiración para esto y también ayudaron a establecerlo. Cuando se amplió el Tonto Road, esta piedra se trasladó a un lado de la carretera. En 2002 fue reemplazada por una nueva piedra conmemorativa colocada sobre un pedestal.

## Recepción

### Eagle
Según se informa, el jefe chiricahua más valiente, inteligente y respetado, Cochise, después de muchos encuentros violentos, hizo las paces con Al Sieber y lo aceptó como su hermano de sangre. Con esta ceremonia, Cochise le entregó a su exoponente el mayor honor posible. A partir de entonces, el nombre indio de Al Sieber fue Eagle (Águila).
Will Barnes, de la Junta de Nombres Geográficos de los Estados Unidos,abogó por que Al Sieber fuera a ser honrado póstumamente por el gobierno por sus acciones. En 1932 llegó el momento: se debía nombrar un mirador. Desafortunadamente, estaba mal escrito como “Seiber Point” (en inglés “ei” generalmente se pronuncia como “ie” en alemán) y así estaba registrado en los mapas. Este pico de montaña está ubicado en la esquina noreste del Gran Cañón a 1.964,13 m altitud. (Coordenadas: 36°18′N 111°57′O / 36.300, -111.950)

### Sieber Creek
Ya en 1879 un pequeño arroyo recibió el nombre de Sieber Creek  en honor al “famoso explorador del gobierno”. Sólo mapas detallados muestran este arroyo, que fluye al sur de Green Valley a unas 25 millas al sur de la ciudad de Mazatzal en el condado de Gila.

### Nombres de calles
A 50 km al este de Phoenix (Arizona) hay dos calles muy cortas en Apache Junction. Esas calles recibieron su nombre. Las dos calles no contiguas se encuentran exactamente en dirección norte-sur y forman una sola calle, por lo que se denominan N[orth] Al Sieber Road  y S[outh] Al Sieber Road

### Cementerio Nacional de Arlington
En la piedra conmemorativa del general George Crook en el Cementerio Nacional de Arlington, Sieber está inmortalizado en un relieve del histórico encuentro de 1883 con Gerónimo en la Sierra Madre, México.

## Recepción cinematográfica
Varias películas cubren su vida y sus luchas con los apaches:
- 1953: “ Hoguera de odios ” con Charlton Heston como el explorador de caballería Ed Bannon (quien según los créditos se supone que interpreta a Al Sieber).
- 1954: “ Apache ” con Burt Lancaster como Masai, Charles Bronson como Hondo y John McIntire como “Al Sieber”.
- 1954: " Detective ferroviario Matt Clark " con Kenneth MacDonald como "Al Sieber".
- 1957: “Apache Warrior” con Jim Davis alias Ben Ziegler como “Al Sieber”.
- 1967: “Silver Tombstone” (en español Una lápida hecha de plata, en la serie: “In the Wild West”, episodio 96) con Willard Sage como “Al Seiber” (sic), y Martin Strother en el papel de Ed Schieffelin.
- 1979: “Sr. Horn” (en español Scouts) con Richard Widmark como “Al Sieber” y David Carradine como “Tom Horn”.[A 35][55]
- 1993: “ geronimo: An American Legend ” con Robert Duvall como “Al Sieber” y Gene Hackman como el general Crook.

## Literatura

### Inglés
- John Gregory Bourke : En la frontera con Crook. Prensa de la Universidad de Nebraska, Lincoln 1891, ISBN 0-8094-3583-7 ;
  - lo mismo ocurre con Bison Books, 1971, ISBN 0-8032-5741-4
- John Gregory Bourke: Los diarios de John Gregory Bourke, University of North Texas Press, 2003, ISBN 1-57441-161-6
- Frank C. Lockwood: Más personajes de Arizona... Universidad de Arizona, 1943
  - Dan L. Thrapp: [A 36] Al Sieber: Jefe de Exploradores . Prensa de la Universidad de Oklahoma, Norman 1964, ISBN 0-8061-2770-8
  - Dan L. Thrapp: La conquista de la Apacheria. Prensa de la Universidad de Oklahoma, Norman 1967, ISBN 0-8061-1286-7
  - Dan L. Thrapp: Encyclopedia of Frontier Biography Volumen III, PZ, University of Oklahoma Press, (Reimpresión 1991), ISBN 0-8032-9420-4
- Donald E. Worcester: Los apaches: Águilas del suroeste' University of Oklahoma Press, 1992, ISBN 0-8061-1495-9 (inglés)
- Britton Davis: La verdad sobre Geronimo, Bison Books, 1976, ISBN 0-8032-5840-2
- Angie Debo: Geronimo: El hombre, su tiempo, su lugar, University of Oklahoma Press, 1982, ISBN 0-8061-1828-8
- John S. Goff: Diccionario biográfico de Arizona. Prensa de Montaña Negra, Cave Creek, 1983
- Andrew J. Fenady: Garras del águila, Walker and Company, Nueva York, 1984, ISBN 0-8027-4027-8
- George Crook: General George Crook: Su autobiografía, University of Oklahoma Press, 1986, ISBN 0-8061-1982-9
- Thomas Cruse: Días de Apache y después. Prensa de la Universidad de Oklahoma, 1987, ISBN 0-8032-6327-9
- Frank Cummins Lockwood: Los indios apaches, University of Nebraska Press, 1987, ISBN 0-8032-7925-6
- Artículo Sieber, Albert. En: Bill O'Neal: combatientes de las guerras indias. Una enciclopedia biográfica de los montañeses, soldados, vaqueros y pioneros que tomaron las armas durante la expansión de Estados Unidos hacia el oeste. Prensa de alambre de púas, Stillwater (Oklahoma) 1991, ISBN 978-0-935269-07-9, págs. 196-202 ( en línea en The Portal to Texas History )
- Ben T. Traywick: personajes legendarios del sureste de Arizona. Red Marie's, Lápida sepulcral, 1992, ISBN 0-940666-94-4
- David Roberts: Una vez se movieron como el viento: Cochise, Geronimo y las guerras apaches, Simon & Schuster, 1994 (reimpresión, Touchstone, 2005) ISBN 0-671-88556-1
- Will Henry: Yo, Tom Horn, University of Nebraska Press; 1996, ISBN 0-8032-7283-9 [A 37]
- Peter Cozzens: testigos presenciales de las guerras indias, 1865-1890 (La lucha por la Apacheria), Stackpole Books, 2001, ISBN 0-8117-0572-2
- Charles M. Robinson: General Crook y la frontera occidental, University of Oklahoma Press, 2001, ISBN 0-8061-3358-9
- Ron Field: Exploradores de la frontera del ejército de EE. UU. 1840-1921, Osprey Publishing, 2003, ISBN 1-84176-582-1
- Edwin R. Sweeney: DE COCHISE A GERONIMO, Los apaches chiricahua 1874–1886, University of Oklahoma Press, 2004, ISBN 978-0-8061-4272-2
- Clare V. McKanna: Justicia blanca en Arizona: juicios por asesinato de apaches en el siglo XIX, Texas Tech University Press, 2005, ISBN 978-0-89672-554-6 *
- Edwin L. Sabin: el general Crook y los apaches que luchan (1871–1886), Lulu Pr, 2008, ISBN 1-4097-1970-7
- Wilbur A. Haak, Archivo del Museo Histórico del Condado de Gila: Globe (La gente de Globe), Arcadia Publishing, 2008, ISBN 0-7385-4833-2
- Charles B. Gatewood: teniente. Charles Gatewood y sus memorias de las guerras apaches, Bison Books, 2009, ISBN 0-8032-1884-2 ; Memorias del compañero de Al Sieber durante la caza de los renegados de Jerónimo.
- La Fundación del Fuerte Huachuca UNA REVISTA DEL MUSEO DEL FORT HUACHUCA; Volumen 6 (1999), páginas 106 y siguientes (PDF en inglés 11 MEGABYTE)
- Michael Farmer: “Asesino de brujas: La vida y la época de Yellow Boy, Mescalero Apache”, Novela histórica, Five Star Publishing, 2015, ISBN 1-4328-3122-4

### Alemán
- Benjamin Capps: los grandes jefes. Revista Time Life, 1978, ( 2. Una guerra de guerrillas en el desierto, Cochise y Geronimo, p. 89) ISBN 90-6182-514-8
- Armin M. Brandt: No sólo héroes, no sólo villanos. Wäser, Bad Segeberg 1981, ISBN 3-87883-005-X
- Donald E. Worcester: Los apaches - 'Águila del suroeste', Econ Verlag 1982, ISBN 3-430-19854-2
- Michael Rehs
- Sabine Beneke: Karl May: Viajes imaginarios: Folleto que acompaña a la exposición en el Museo Histórico Alemán, Berlín, del 31 de agosto de 2007 al 6 de enero de 2008, ISBN 3-939825-44-1
- Vengadores sin piedad. De la vida del niño apache. Bastei, Bergisch Gladbach 2007 (Western Legends Número 87)